# Hieracium gusinjense
Hieracium gusinjense es una especie de planta con flor del género Hieracium, de la familia Asteraceae, orden Asterales.

## Distribución
Hieracium gusinjense se distribuye por Montenegro.

## Taxonomía
Fue descrita científicamente por Scheffer ex Zahn.
Tratamiento taxonómico
La especie aparece registrada y publicada en Repert. Spec. Nov. Regni Veg.